# Sagene
Sagene er en administrativ bydel i Oslo, Norge. Bydelen har 45.089 indbyggere (2020) og et areal på 3,1 km².
Navnet Sagene (= "Savene") bruges også om kvarteret, der ligger langs Akerselven, 2-3 kilometer nord for Oslo centrum. Fra savbrugsdriften kom i gang i 1500-tallet har Sagene været knyttet til industridrift og elven. Navnet Sagene blev tidligere brugt om et større område end i dag, nemlig indtil naboområderne blev bymæssigt bebygget og fik deres egne kvarternavne (blandt andet Ila og Grünerløkka). I 2000-tallet har kvarteret haft stærk vækst i boligpriser, og det regnes som et stadigt mere attraktivt område at bo i.
Det meste af Sagene ligger nord for ring 2 og vest for elven, afgrænset af Uelands gate i vest (med Geitmyra og Nordre Gravlund på den anden side) og Bjølsenparken og kvarteret Bjølsen mod nord. Her ligger Sagene kirke ved Arendalsgata og parken Gråbeinsletta, Vøienvolden gård (et aktivitetshus, der drives af Fortidsmindeforeningen), det Rivertzke kvarter og Myraløkka parkområdet ned mod elven. Handel og service er koncentreret rundt om Arendalsgata. Denne del af Sagene havde ca. 5200 indbyggere i 2006.
Syd for ring 2 og vest for elven fortsætter Sagene langs Sagveien og Maridalsveien ned til Waldemar Thranes gate ved Alexander Kiellands plads. Her findes velbevarede gade- og bygningsmiljøer fra industrialiseringen i 1800-tallet, og her grænser Sagene til Ila. Der bor nogle hundrede mennesker i denne del af Sagene. Et stort område langs Sagveien og Maridalsveien fra Waldemar Thranes gate i syd til Arendalsgata i nord er fredet fra 1980.
Områderne øst for elven ligger der, hvor Myrens værksted har grænse til ring 2 op mod Bentsebroen og længere mod syd findes Sagene skole og Sagene bad ved Beyerbroen. Mange vil regne dette til Sagene, mens andre vil mene, at området hører til Torshov.
Sagene er skildret i romaner af forfatteren Oskar Braaten.